# Суперкубок Йорданії з футболу 2017
Суперкубок Йорданії з футболу 2017  — 35-й розіграш турніру. Матч відбувся 11 серпня 2017 року між чемпіоном і володарем Кубка Йорданії клубом Аль-Файсалі та віце-чемпіоном Йорданії клубом Аль-Джазіра.
| Володар Суперкубка Йорданії 2017 |
| -------------------------------- |
|                                  |
| Аль-Файсалі Шістнадцятий титул   |

## Матч

### Деталі
| 11 серпня 2017 19:00 (EEST) |

| Аль-Файсалі              | 2:1 дч | Аль-Джазіра                 |
| ------------------------ | ------ | --------------------------- |
| Гікевич 42' (пен.), 112' |        | Яссер Аль-Равашдех 86' (аг) |

| Інтернаціональний стадіон, Амман Арбітр: Адам Махадмех |